# Nolde Stiftung Seebüll

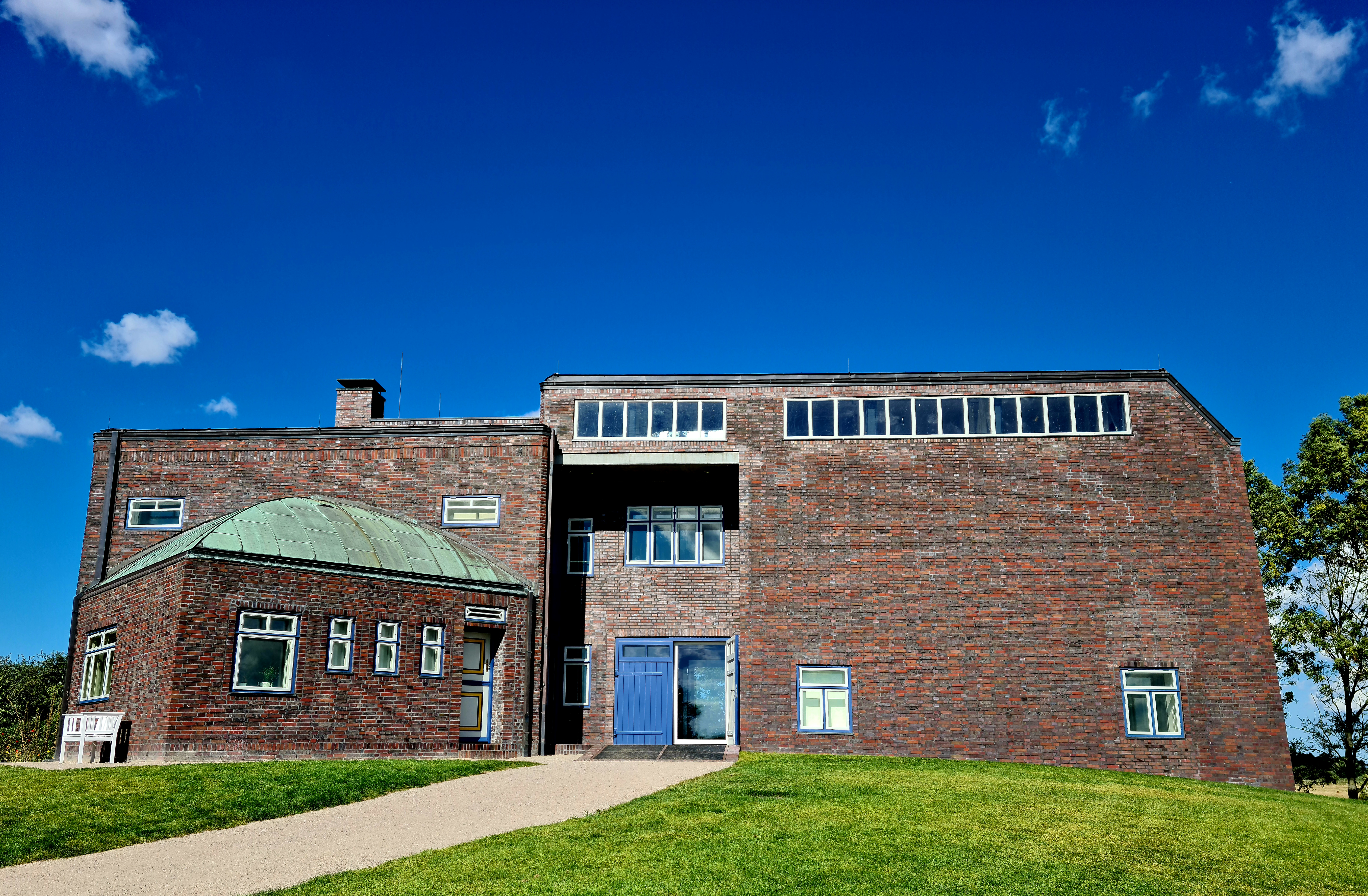
Das Museum in Seebüll nach der umfassenden Renovierung – Aufnahme vom September 2022

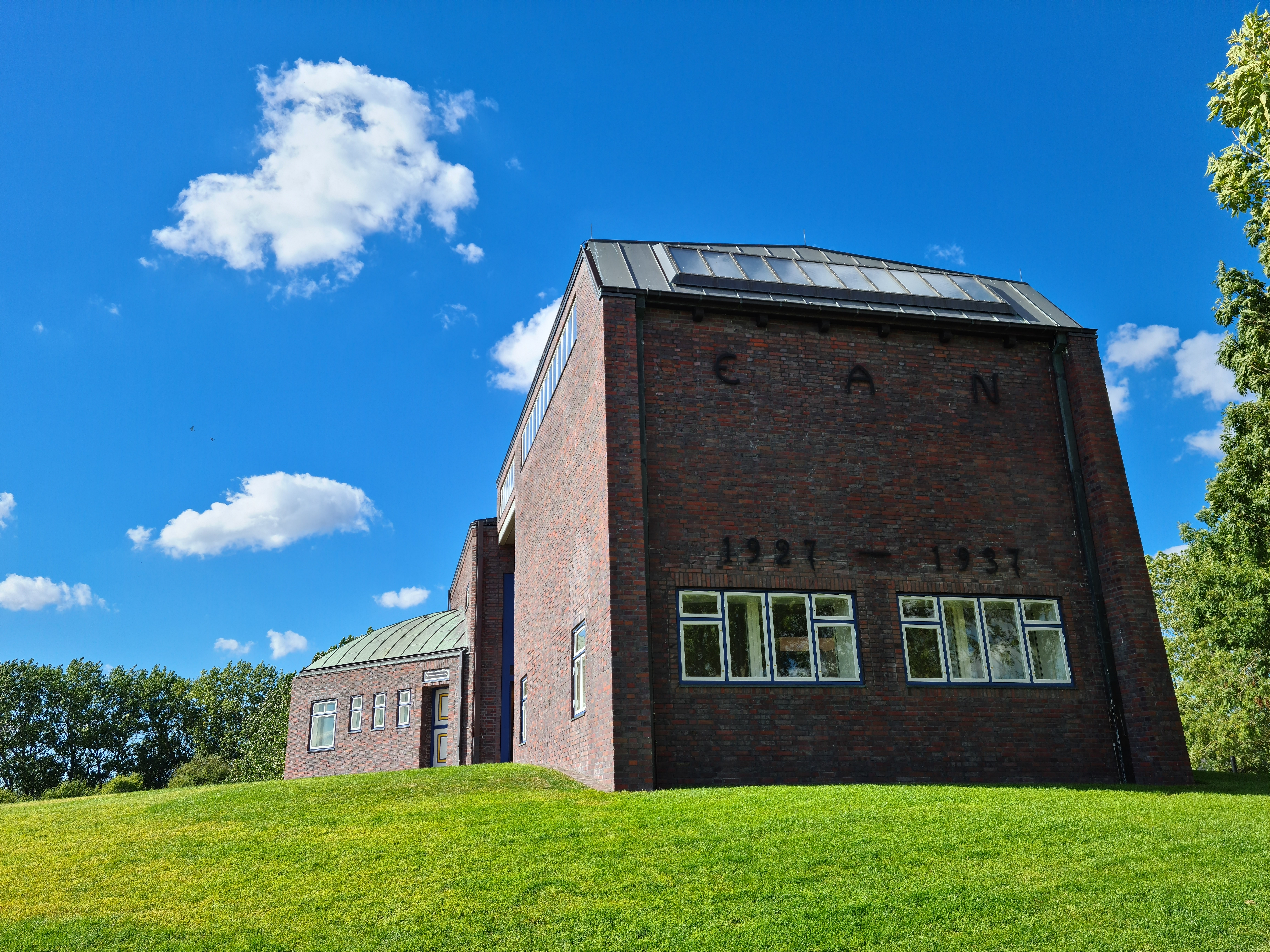
Blick auf das Museum nach der umfassenden Renovierung – unten ist die Fensterreihe des Ateliers zu erkennen. Die Inschrift lautet: E A N (Emil Ada Nolde) 1927–1937. Aufnahme vom September 2022.

Die Stiftung Seebüll Ada und Emil Nolde ist eine 1956 gegründete Stiftung. Sie ist Träger eines Kunstmuseums in Seebüll in Schleswig-Holstein. Es zeigt Werke des deutschen Malers Emil Nolde (1867–1956). Das Museum wurde 1957, nach Noldes Tod, von der Stiftung Seebüll Ada und Emil Nolde eröffnet.

## Geschichte
Das Ehepaar Ada und Emil Nolde erwarb 1926 die unbebaute Warft und ließ dort ein Backsteinhaus errichten, das der Bauhausarchitektur nachempfunden war und sich damit bewusst von den umliegenden Friesenhäusern abhob. Ab 1930 lebten die Noldes in dem Haus. Weitere Bauten und ein nach Noldes Entwürfen angelegter Garten entstanden in der Folge. Nach Emil Noldes Tod 1956 wurde das Haus als Museum eingerichtet. 1996 wurden Haus und Garten unter Denkmalschutz gestellt. 2010 besuchten rund 80.000 Menschen das Museum.

## Gebäude
Das Haus der Noldes mit der Adresse Seebüll 31 ist ein zweistöckiger Kubus mit eingeschossigen Anbauten mit dreieckigem Grundriss. Es entstand nach Noldes Vorstellungen zwischen 1927 und 1928 unter Mitwirkung des befreundeten Architekten Georg Rieve als Atelier und Wohnhaus und wurde 1934–37 durch einen Bildersaal erweitert. Im Flachdach befinden sich Oberlichter. Heute ist das ehemalige Atelier im Erdgeschoss Teil des Ausstellungsbereichs und enthält einen Bildersaal. Wenige Jahre nach Noldes Tod waren auf dem Gelände fünf im Vergleich zum Nolde-Haus eher grob anmutende Bauten errichtet worden, um den zunehmenden Platzbedarf der Stiftung zu decken. Diese gestalterisch unbefriedigenden und technisch unzulänglichen Gebäude wurden im Zuge der 2004 begonnenen Neuordnung des Gesamtareals abgerissen. An ihrer Stelle wurden in den folgenden Jahren südwestlich vom Atelierhaus nach Plänen der von der Stiftung beauftragten Architekten um Walter Rolfes zwei architektonisch anspruchsvolle Neubauten erstellt: das Forum und das Kontor. Im Forum sind unter anderem Zeugnisse aus Noldes Leben ausgestellt; ferner gibt es dort ein Café und einen Museumsshop. Das Kontor ist der Sitz der Stiftung mit Bibliothek und Büros. Als dritter Neubau entstand damals ein ebenerdiger Bau, welcher als Gewächshaus dient und im vorderen Bereich dem Publikum Pflanzen und Samen aus eigener Zucht anbietet.

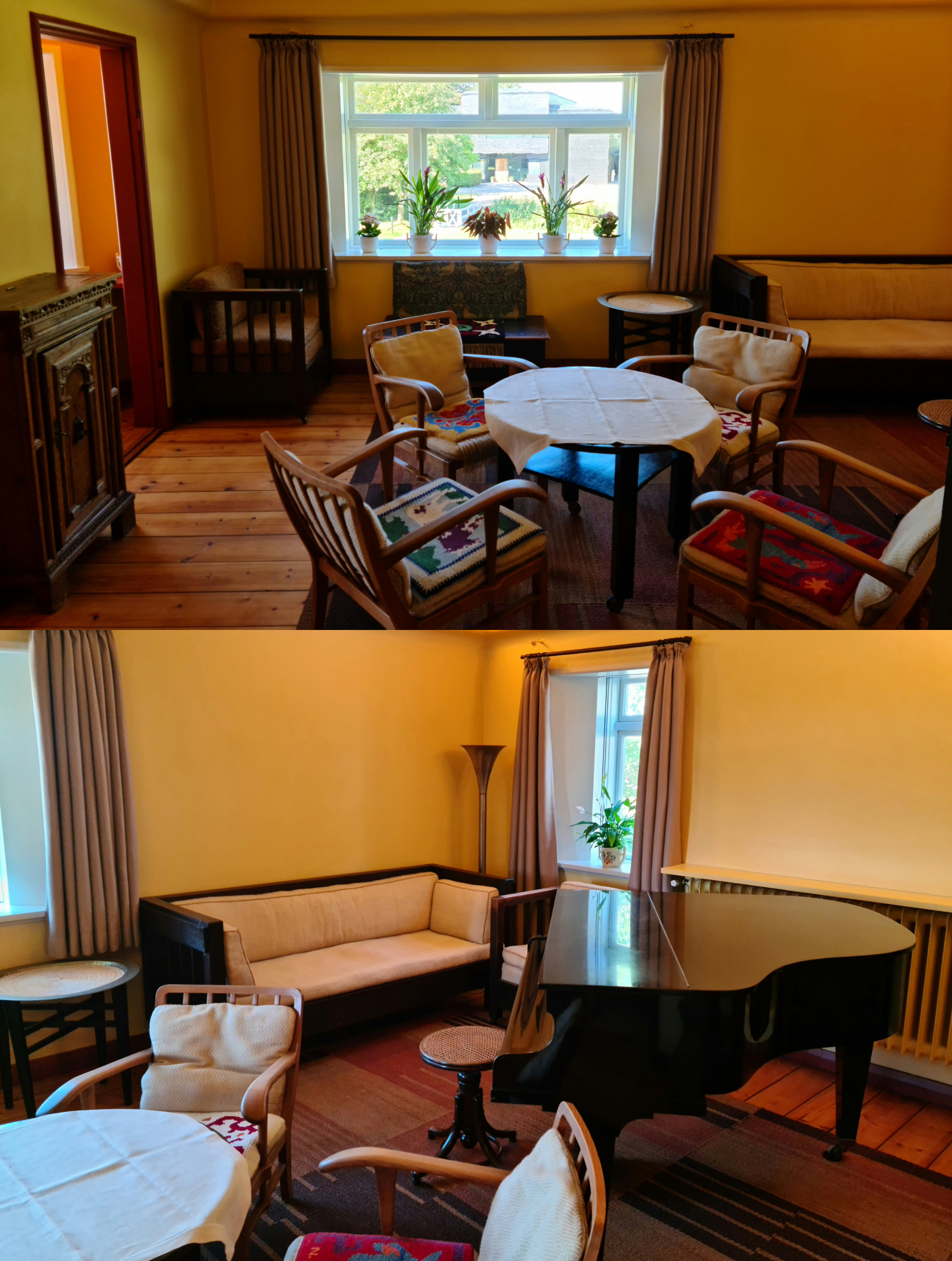
Blick in die vollständig renovierten Wohnräume von Emil und Ada Nolde – hier das Wohnzimmer mit den erhaltenen Möbeln und der ursprünglichen Farbgestaltung. Aufnahme vom September 2022

## Garten
Der Garten ist ein individuelles Gartenkunstwerk, das Nolde selbst gestaltete und die zeitgenössische Reformbewegung aufnimmt, die sich gegen industrielle und genormte Kunstformen richtete. So entstand in Bepflanzung und Ausstattung ein recht geschlossener, heimatbezogener Bauerngarten, auch wenn dieser keine für diese Gärten typische auf das Haus bezogene Mittelachse aufweist und Haus und Garten getrennte Einheiten bilden. Die Wege im zentralen Teil bilden die Buchstaben A und E für Ada und Emil. Zum Garten gehören das reetgedeckte Gartenhaus, welches Nolde Seebüllchen nannte, ein Teich und die Begräbnisstätte Ada und Emil Noldes. An der Stirnwand der Gruft befindet sich Noldes Mosaik Madonna mit Kind. Noldes Gärtner Thomas Börnsen pflegte den Garten bis 1976. Er hinterließ einen Bepflanzungsplan, der den Erhalt und die Pflege des Gartens im Sinne Noldes bis heute möglich macht.

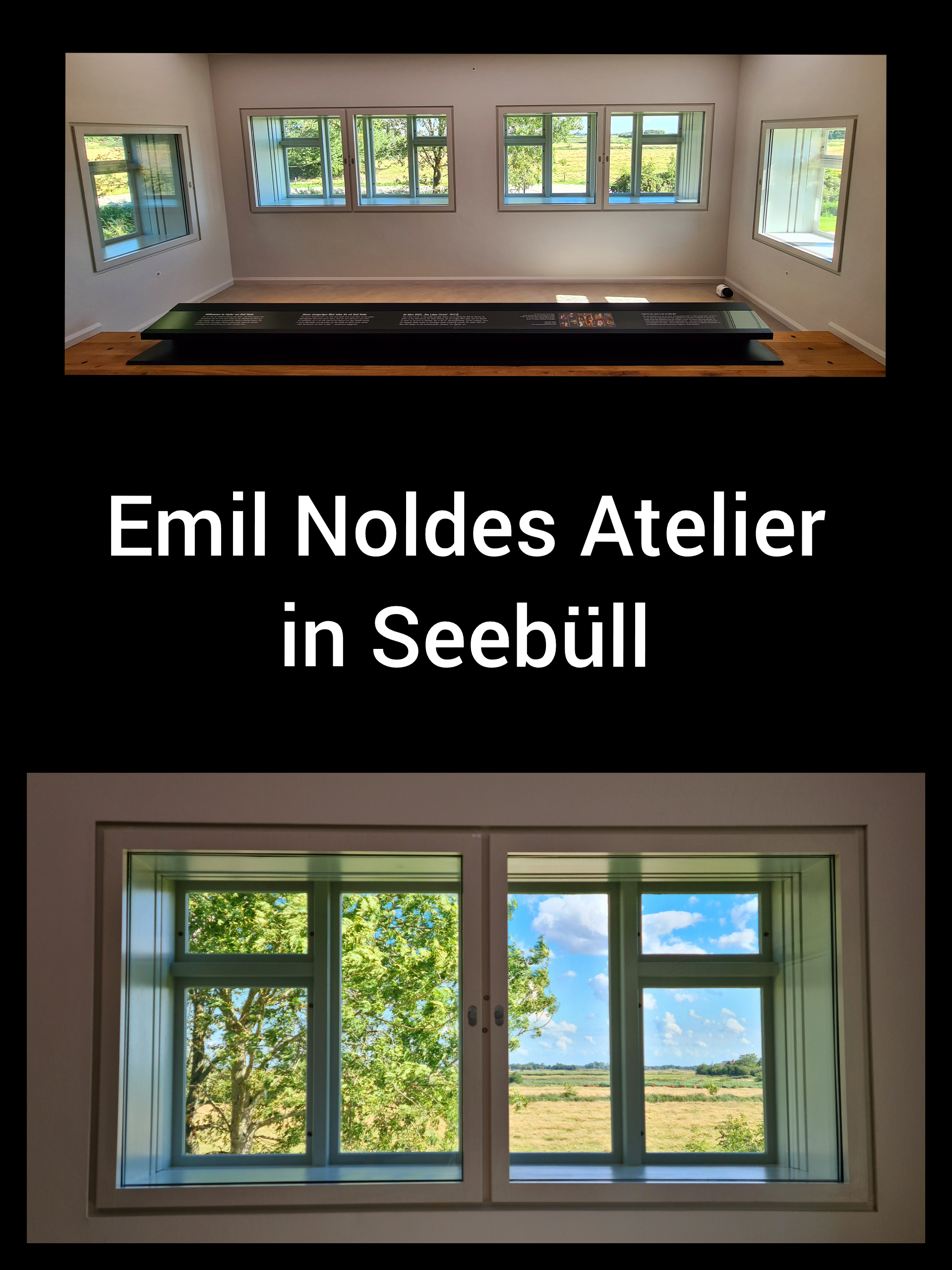
Noldes Atelier in Seebüll nach der Renovierung des Gebäudes. Es öffnet sich der Blick in die Weite der nordfriesischen Marsch. Aufgenommen im September 2022.

## Sammlung und Veranstaltungen
Die Sammlung besteht überwiegend aus Werken Emil Noldes, vor allem Gemälden und Aquarellen, aus allen Phasen seines Schaffens. Nolde selbst hat aber auch Werke anderer Künstler gesammelt. Jährlich wechselnd wird ein Teil der Sammlung unter einem Schwerpunkt ausgestellt, 2013 etwa Emil Nolde: Farben waren mir ein Glück. Die Werke sind thematisch geordnet; so werden im früheren Atelier religiös inspirierte Bilder gezeigt, darunter dauerhaft das neunteilige Altarwerk Das Leben Christi von 1911/12. Einige frühere Wohnräume der Noldes sind im damaligen Zustand erhalten. Im Museum finden weitere Veranstaltungen statt, etwa Aufführungen von Kammermusik und eine Malschule. Es hat täglich vom 1. März bis 31. Oktober eines Jahres geöffnet.

## Sonstiges
Eine Dependance des Museums befand sich in Berlin, wo Emil Nolde ebenfalls lange seinen Wohnsitz hatte, in der Jägerstraße 55. Am 30. März 2014 wurde sie geschlossen.